# Операція «Хромований купол»

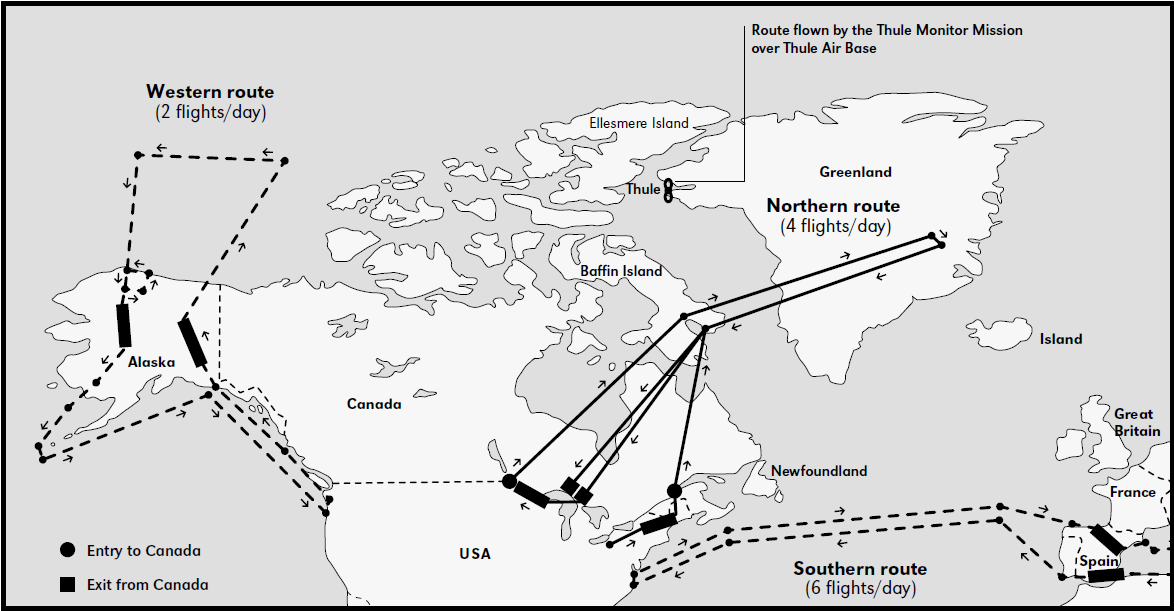
Маршрути польотів за станом на 1966 рік

Операція «Хромований купол» (англ. Operation Chrome Dome) — операція, що проводилася Стратегічним командуванням ВПС США з 5 червня 1961 року під час Холодної війни.
Операція полягала у бойовому патрулюванні у повітрі стратегічних бомбардувальників B-52 з термоядерною зброєю на борту. При вильоті бомбардувальників призначалися цілі на території СРСР, які мали бути атаковані при отриманні відповідного сигналу. До завдань операції входило постійне підтримання «достатньої» кількості літаків, що знаходяться у повітрі і мають необхідний для виконання завдання запас палива. Подібна тактика дозволяла значно скоротити час, необхідний для нанесення попереджувального або відповідного ядерного удару, а також гарантувала виживання бомбардувальників «першої хвилі» при атаці аеродромів базування.
У середньому бомбардувальники, що вилітали на завдання, перебували у повітрі близько 24 годин, з декількома дозаправленнями. Патрулювання здійснювалося за двома основними маршрутами: південному, що проходив через Атлантичний океан у район Середземного моря, де проводилася дозаправлення, після якого літаки поверталися на базу, і північного, який пролягав уздовж східного узбережжя США і Канади на північ, потім перетинав Канаду приблизно по 84-й паралелі і прямував на південь уздовж західного узбережжя.
З кінця 1961 року в рамках операції стали виконуватися завдання під кодовою назвою «Гард-Гед» (англ. Hard Head) з постійного візуального спостереження за радіолокаційною станцією на авіабазі Туле, що служила ключовим компонентом системи раннього попередження про ракетний напад BMEWS. Метою «Гард-Гед» було отримання оперативної оцінки ситуації у разі порушення зв'язку зі станцією, що дозволяло визначити, чи не було таке порушення результатом атаки з боку СРСР.
Операція тривала протягом приблизно семи років, в її ході відбулося кілька аварій бомбардувальників з ядерною зброєю на борту. Після авіакатастрофи над Паломарес операція була значно скорочена і остаточно згорнута в 1968 році після авіакатастрофи над базою Туле.

## Інциденти та катастрофи
Під час проведення операції (з 5 червня 1961 року до завершення операції в 1968 році) відбулися три катастрофи стратегічних бомбардувальників Стратегічного командування ВПС США з ядерною зброєю на борту:
- Катастрофа B-52 над Дикою Горою — загинуло троє членів екіпажу з п'яти, дві термоядерні бомби що транспортувалися літаком були знайдені «майже неушкодженими в середині уламків» і через два дні евакуйовані з місця катастрофи[1].
- Авіакатастрофа над Паломаресом — в результаті катастрофи загинули 7 осіб і були втрачені чотири термоядерні бомби. Три з них приземлилися на суші і були знайдені відразу, четверта, що впала в море — лише після двомісячних пошуків. Дві бомби, що впали неподалік від Паломарес, зруйнувалися, викликавши радіаційне забруднення місцевості[2].
- Авіакатастрофа над базою Туле — загинув один член екіпажу, чотири термоядерних бомби були зруйновані і викликали значне радіаційне забруднення місцевості[3].